# Now speak!
Now speak! is een artistiek kunstwerk in Amsterdam-Zuidoost.
Het beeld in de vorm van een betonnen lessenaar is van kunstenares Amalia Pica, Argentijnse van geboorte, maar woonachtig in Londen (en Amsterdam). Het was een uitnodiging aan de plaatselijke bevolking zich over alles en nog wat uit te spreken. Ze liet zich daarbij inspireren door Michelangelo Buonarroti na het gereedkomen van beeld Mozes: "Laat je horen, spreek je publiekelijk uit!" De lessenaar stond langs het Gulden Kruispad.
Oorspronkelijk stond er dan ook een betonnen microfoon op de lessenaar; die verdween al snel. De lessenaar werd in 2009 deel van de tentoonstelling "Straat van Sculpturen", een kunstroute door Amsterdam-Zuidoost. Toen die tentoonstelling afgebroken werd, had niemand interesse is het betonnen kunstwerk. Ondertussen maakte de kunstenaar wel een replica voor het Museum of Fine Arts in Boston, Verenigde Staten. Het deed daar dienst als toegepaste kunst want er wordt regelmatig gebruik van gemaakt, zoals de ingebruikname op 20 januari 2014 toen onder andere door burgemeester Marty Walsh. Andere sprekers mochten alleen spreken indien ze een onderwerp aansneden dat voor een andere bevolkingsgroep dan de eigen groep van belang was (geweest). Now speak! in Zuidoost leidde ondertussen langs een olifantenpad een zieltogend bestaan, onderhoud werd er niet gepleegd. Niemand wilde het hebben.
In de tweede helft van de jaren tien van de 21e eeuw, bleek echter dat ook niemand het kwijt wilde. Het beeld werd alsnog opgeknapt en geplaatst op het Krimpertplein, iets zuidelijker van waar het eerst stond. Vanaf dan maakt het deel uit van de "Kunstroute Amsterdam Zuidoost". Het wordt daarbij ook wel gebruikt door multicultureel centrum Ala Kondre (alle landen).
Ander werk van Amalia Pica in Amsterdam is te vinden in metrostation De Pijp.